# Stade communal de Sanremo
Le Stade communal de Sanremo (en italien : Stadio comunale di Sanremo), également surnommé le Stade des Millions (en italien : Stadio dei Milioni), est un stade de football italien situé dans la ville de Sanremo, en Ligurie.
Le stade, doté de 4 000 places et inauguré en 1932, sert d'enceinte à domicile à l'équipe de football du Sanremese Calcio.

## Histoire
Les travaux du stade, dirigés par Domenico Parodi et commandés par le dirigeant fasciste Benito Mussolini, débutent en 1930 pour s'achever deux ans plus tard sous le nom de Stadio Polisportivo del Littorio (en français : Stade polysportif du Littorio). Le stade dispose à l'époque d'une piste d'athlétisme de 5 mètres de large, de quatre courts de tennis, un terrain pour la pallapugno et contient du sel pour la lutte et la boxe.
Le stade est inauguré en 1932 lors d'une victoire 2-1 de l'équipe de jeunes de l'ASD Imperia sur l'équipe de jeunes du Savone FC. Un autre match amical a lieu immédiatement après, avec un match nul 3-3 entre le Genoa CFC et les autrichiens du Vienne AC, le tout devant 15 000 spectateurs, qui, ne trouvant pas de place dans les gradins, se sont assis sur la piste d'athlétisme. 
Après les deux matchs d'inauguration, le stade est surnommé « Lo Stadio dei Milioni » par les équipes visiteuses.
En 1970, des travaux de rénovations ont lieu, et la piste d'athlétisme est supprimée et la multifonctionnalité du stade est alors perdue.
Pour augmenter la capacité du stade dans les années 1980 lors des heures de gloire du Sanremese, un petit virage préfabriqué d'une capacité d'environ 300 places est installé à droite du stand de presse, qui est retiré après la faillite du club de 1987.
En octobre 2010 est émise l'hypothèse (finalement non retenue) de renommer le stade de renommer le stade en hommage à Luigi Cichero (ancien joueur symbolique et entraîneur légendaire du Sanremese Calcio décédé en 2009) et de renommer respectivement les deux niveaux de la tribune en hommage à Gianni Borra, illustre président de Sanremese dans les années 1980, Alessandro Von Mayer et Mario Ventimiglia, tous deux anciens joueurs.
Entre 2014 et 2015, la seconde équipe principale de la ville, le Carlin's Boys, joue ses matchs à domicile au stade.

## Événements
- Chaque année depuis 1947 : Tournoi international Carlin's Boys